# Wellisch Alfréd

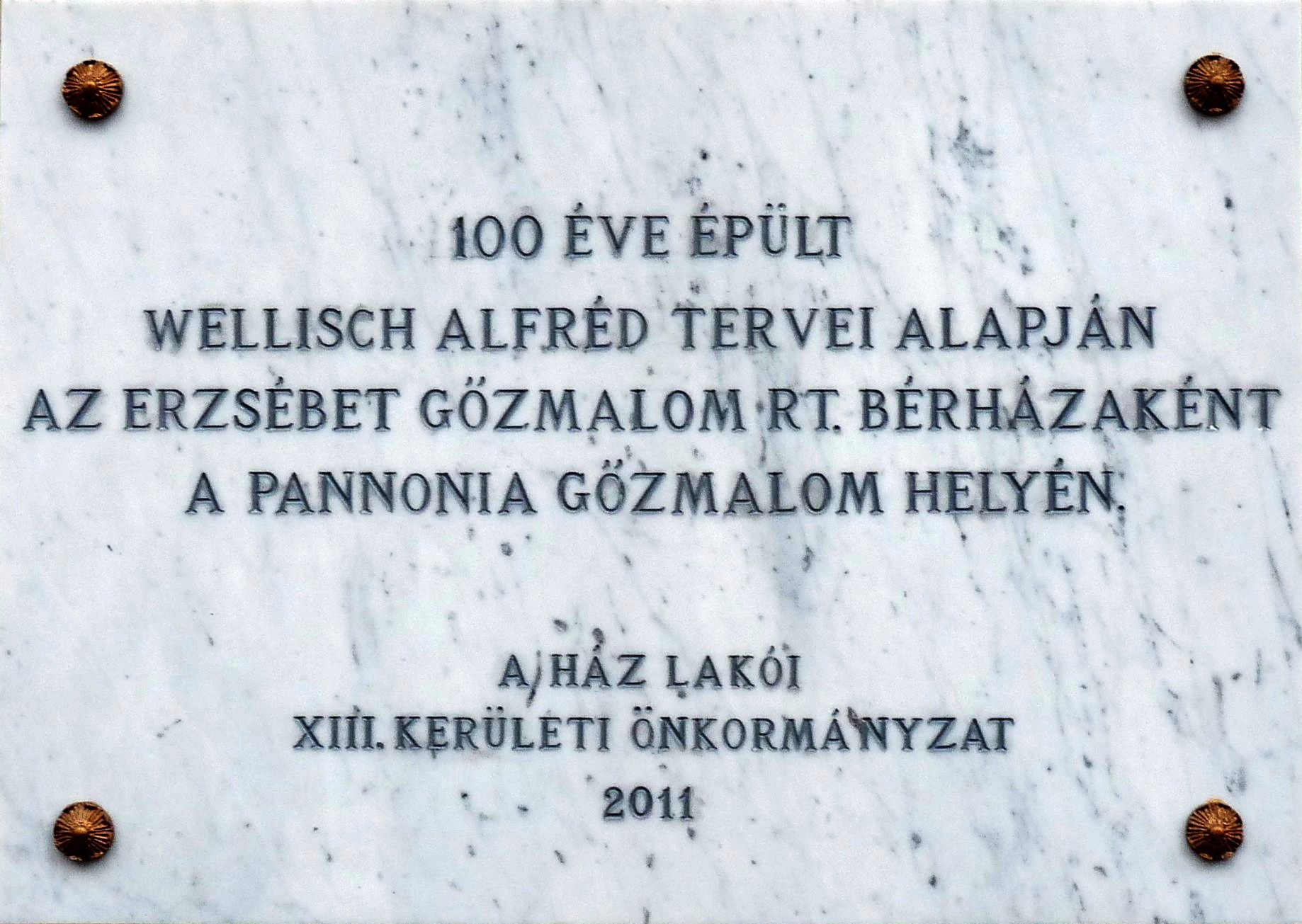
Emléktáblája Angyalföldön, az Erzsébet gőzmalom bérházán, Kárpát u. 13.

Vágvecsei Wellisch Alfréd (Pest, 1854. május 6. – Budapest, 1941. december 16.) magyar műépítész, Budapest több száz bérházának alkotója, Wellisch Andor (Vecsey Andor) építész apja.

## Élete
Wellisch Náthán és Glasner Johanna (Janka) fiaként született. 1876-ig Karlsruhéban, majd Bécsben Theophilus Hansen mellett és végül Párizsban, az École des Beaux Arts-ban tanult. Ezután 1881-ben Budapesten telepedett le, itt nyitotta meg irodáját is. 1881–92 között az Eötvös Szabadkőműves Páholy tagja volt, majd a Reform Szabadkőműves Páholy alapító tagja, amelyből 1896-ban kilépett. Építészként számtalan megbízást kapott, a Salgótarjáni Kőszénbánya Arany János utcai székházát, a Tavaszmező utcai főgimnáziumot, a fasori izraelita fiúárvaházat, valamint számos villát tervezett. (A Magyar zsidó lexikon szerint több mint 200 bérházat tervezett.) Az Országos Középítési Tanácsnak is tagja volt, több jótékonysági és kulturális alapítványt tett, ilyen a Wellisch-pályadíj, amelyet a Magyar Építőművészek Szövetsége 1903-tól kezdve minden évben kiosztott műegyetemi hallgatók, valamint a szövetség levelező tagjai számára. Építészi és mecénási tevékenysége, illetve az Országos Középítési Tanács tagjaként végzett munkája elismerése gyanánt 1910. május 28-án megkapta a magyar nemességet vágvecsei előnévvel. 1919. június 12-én római katolikus hitre tért. 1941. december 16-án hunyt el Budapesten, sírja a Farkasréti temetőben található.
Felesége baranyavári Ullmann Vilma (1861–1945); fiuk Wellisch Andor (1887–1956).

## Ismert épületeinek listája

### Középületek
- 1896: Az egykori Főgimnázium, ma az Óbudai Egyetem Kandó Kálmán Villamosmérnöki Karának épülete, Tavaszmező u. 17.[4][5]
- 1890–1891: Pesti Izraelita Hitközség Székháza, Wesselényi utca 7., Síp utca 12.[6]
- 1900: Fasori izraelita fiúárvaház,[4][5] 2008-ban elbontották[7]
- 1904: Salgótarjáni Kőszénbányák Rt. egykori Arany János utcai székháza[4]
- 1912: Volt Közigazgatási és Igazságügyi Minisztérium, korábban Wellisch-palota, Kossuth Lajos tér 4.[8]
- ?: Zsidó kórház pavilonjai[5]

### Villák
- 1881: Káry-villa, Dózsa György út 74.[9]
- 1891: Wellisch villa, Széchenyi-emlék út 3-5.[10]

### Bérházak
- 1889: első Dreschler bérház, Thököly út 34.
- 1889–1890: Neumann bérház, József körút 83.[11]
- 1889–1891: második Drechsler bérház, Thököly út 8 – 1927-ben két emeletet húznak rá
- 1898–1899: Wellisch-ház, Szent István körút 16.[12]
- 1905: Hasenfeld-bérház, Király utca 34., Székely Mihály utca 1.[13]
- 1903–1911: Juhász-Rácz-társasház, Apáczai Csere János utca 1., Régi posta utca 2.[14] 1945-ben elpusztult
- 1904–1906: Balázs bérház, Frankel Leó utca 21–23., Üstökös utca 1., Árpád fejedelem útja 3–4.[15] (Sipos Józseffel közösen)
- 1907: Lakóépület, Arany János utca 25.[16]
- 1907: Teleki bérház, Hercegprímás utca 10.[17]
- 1911: Lakóépület, Kárpát utca 7/b.
- 1912: Lakóépület, Visegrádi utca 60.[18]
- ?: MÉMHÁ-bérház, Margit körút 3.

### Egyéb
- Zellerin Vas- és Fémárugyár fedett udvara, Nagy Diófa utca 14.[19] (1890)

## Képtár
- Volt Közigazgatási és Igazságügyi Minisztérium, korábban Wellisch-palota, Kossuth Lajos tér 4.
- Káry-villa, Dózsa György út 74.
- Lakóépület, Szent István körút 16.
- Az egykori Főgimnázium, ma az Óbudai Egyetem Kandó Kálmán Villamosmérnöki Karának épülete, Tavaszmező u. 17.
- MÉMHÁ-bérház, Margit körút 3.
- Lakóépület, Váci út 4.